# Slowjanka (Synelnykowe)
Slowjanka (ukrainisch Слов'янка; russisch Славянка Slawjanka) ist ein Dorf im Osten der ukrainischen Oblast Dnipropetrowsk mit etwa 2300 Einwohnern (2001).

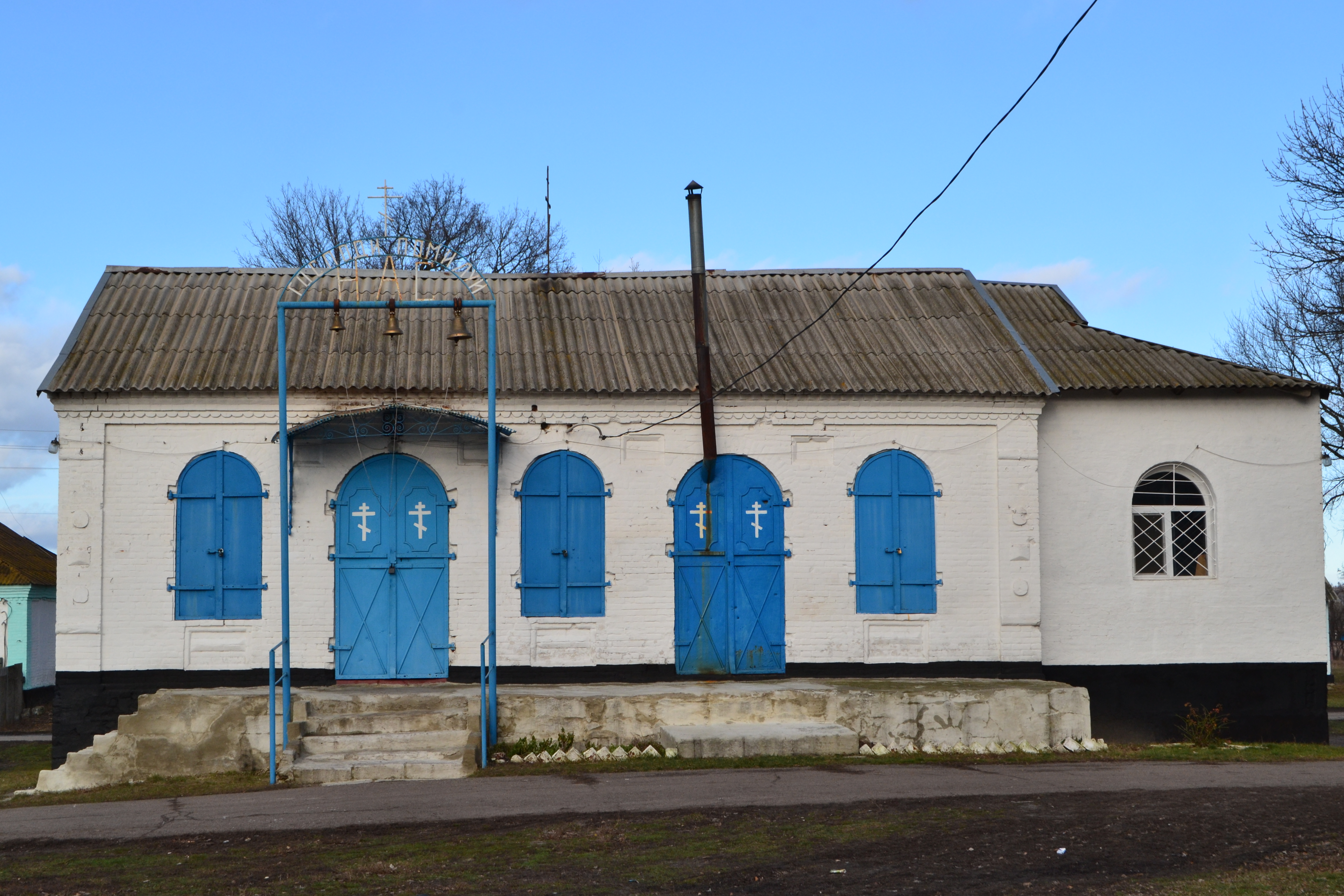
Historisches Lagerhaus im Ort

## Geographie
Slowjanka befindet sich am Ufer des Byk (ukrainisch Бик), einem 108 Kilometer langen, linken Nebenfluss der Samara. Das Dorf liegt an der Fernstraße M 04 und der Territorialstraße T–04–28 etwa 150 km östlich vom Oblastzentrum Dnipro und 18 km nördlich vom ehemaligen Rajonzentrum Meschowa.

## Verwaltungsgliederung
Am 12. Juni 2020 wurde das Dorf zum Zentrum der neugegründeten Landgemeinde Slowjanka (Слов'янська сільська громада/Slowjanska silska hromada). Zu dieser zählen auch die 10 in der untenstehenden Tabelle aufgelisteten Dörfer, bis dahin bildete es zusammen mit den Dörfern Androniwka und Nataliwka die gleichnamige Landratsgemeinde Slowjanka (Слов'янська сільська рада/Slowjanska silska rada) im Norden des Rajons Meschowa.
Am 17. Juli 2020 kam es im Zuge einer großen Rajonsreform zum Anschluss des Rajonsgebietes an den Rajon Synelnykowe.
Folgende Orte sind neben dem Hauptort Slowjanka Teil der Gemeinde:
| Name                     | Name          | Name                             |
| ukrainisch transkribiert | ukrainisch    | russisch                         |
| ------------------------ | ------------- | -------------------------------- |
| Androniwka               | Андронівка    | Андроновка (Andronowka)          |
| Krutojariwka             | Крутоярівка   | Крутояровка (Krutojarowka)       |
| Mala Pokrowka            | Мала Покровка | Малая Покровка (Malaja Pokrowka) |
| Malijewe                 | Малієве       | Малиево (Malijewo)               |
| Malijiwske               | Маліївське    | Малиевское (Malijewskoje)        |
| Myronowe                 | Миронове      | Мироновое (Mironowoje)           |
| Nataliwka                | Наталівка     | Наталовка (Natalowka)            |
| Poltawske                | Полтавське    | Полтавское (Poltawskoje)         |
| Selene                   | Зелене        | Зелёное (Soljonoje)              |
| Sorjane                  | Зоряне        | Зоряное (Sorjanoje)              |